# Penstemon rattanii
Penstemon rattanii är en grobladsväxtart som beskrevs av Samuel Frederick Gray. Penstemon rattanii ingår i släktet penstemoner, och familjen grobladsväxter.

## Underarter
Arten delas in i följande underarter:
- P. r. kleei
- P. r. rattanii